# Cantón de Brianzón-Norte
El cantón de Brianzón-Norte era una división administrativa francesa, que estaba situada en el departamento de Altos Alpes y la región de Provenza-Alpes-Costa Azul.

## Composición
El cantón estaba formado por tres comunas, más una fracción de la comuna que le daba su nombre:
- Brianzón (fracción)
- Montgenèvre
- Névache
- Val-des-Prés

## Supresión del cantón de Brianzón-Norte
En aplicación del Decreto nº 2014-193 de 20 de febrero de 2014, el cantón de Brianzón-Norte fue suprimido el 22 de marzo de 2015 y sus 4 comunas pasaron a formar parte del nuevo cantón de Brianzón-2.